# Ягира, Юя
Юя Ягира (яп. 柳楽 優弥 Ягира Ю:я, род. 26 марта 1990, Токио, Япония) — японский актёр. В 14-летнем возрасте стал самым молодым обладателем Серебряной пальмовой ветви за «Лучшую мужскую роль» в истории Каннского кинофестиваля за роль в фильме «Никто не узнает».

## Карьера
Юя Ягира родился 26 марта 1990 года в Токио. Впервые заинтересовался актёрской деятельностью, увидев своего одноклассника в дораме. Посоветовавшись с матерью, он подал заявку в агентство Stardust. «Никто не узнает» стал дебютным фильмом, где Ягира исполнил главную роль. Фильм был представлен на 57-м Каннском кинофестивале, где 14-летний Юя Ягира стал первым японцем, получившим Приз за лучшую мужскую роль, причем самым молодым за всю историю премии. Юя пропустил момент вручения награды из-за школьных экзаменов и поэтому режиссёр фильма получил приз вместо него. Победа в Каннах мгновенно сделала актёра знаменитым в своей стране. Он был награждён «Благодарностью министра культуры». Журнал TIME в 2004 году назвал Ягиру «Главным героем Азии».
Затем вышли фильмы «Мальчик и слоненок Рэнди», «Сахар и перец» и «Бинт-клуб» с его участием. Но ожидания, возлагаемые на Ягуру после Каннов были слишком высоки, и актёр признавался, что это тяжелое бремя для юного возраста.

## Личная жизнь
С начала 2008 года Ягира приостановил рабочую деятельность по состоянию здоровья, а 29 августа того же года его госпитализировали в связи с передозировкой транквилизаторов. Вскоре Ягира опубликовал заявление на официальном сайте, что это не было попыткой самоубийства: 
«Инцидент произошел после ссоры с моей семьей. В порыве гнева я принял большую, чем обычно, дозу прописанных мне транквилизаторов. В результате я почувствовал себя плохо и попросил вызвать скорую помощь». 
На фоне начавшегося стресса он начал стремительно набирать вес и предложения к съёмкам перестали приходить. В 20 лет он начал подрабатывать на автомойках и ресторанах, поскольку начал скептически относиться к работе в индустрии развлечений.
В 2010 году женился на Элли Тоёта. Ещё в школе через друзей Юя достал контакты девушки и сделал ей предложение в 17 лет. Но, так как до 18 ему нельзя было вступать в брак, то со свадьбой пришлось повременить. Через два года, 12 января 2010 года молодые люди поженились, и в октябре у них родилась девочка.
После женитьбы он снова начал активно сниматься в телесериалах и фильмах.

## Фильмография
| Год  |    | Русское название                               | Оригинальное название                | Роль                         |
| ---- | -- | ---------------------------------------------- | ------------------------------------ | ---------------------------- |
| 2004 | ф  | Никто не узнает                                | 誰も知らない                         | Акира Фукусима               |
| 2004 | с  | Пока не сядут батарейки                        | 電池が切れるまで                     | Даити Такано                 |
| 2005 | ф  | Мальчик и слоненок Рэнди                       | 星になった少年                       | Тэцуму Огава                 |
| 2006 | ф  | Сахар и перец                                  | シュガー＆スパイス 風味絶佳          | Сиро Ямасита                 |
| 2007 | ф  | Бинт-клуб                                      | 包帯クラブ                           | Дино                         |
| 2007 | мф | Гениальная вечеринка                           | ジーニアス・パーティ                 | Сё                           |
| 2009 | ф  | Лабиринт страха                                | 戦慄迷宮3D THE SHOCK LABYRINTH       | Кавасима Кэн                 |
| 2010 | ф  | Всё становится морем                           | すべては海になる                     |                              |
| 2011 | с  | Леди: Последнего профилирования                | LADY～最後の犯罪プロファイル～       | Сатоси Тацуми                |
| 2013 | ф  | Под небом Нагасаки                             | 爆心 長崎の空                        | Юити Хиросэ                  |
| 2013 | ф  | Непрощенный                                    | 許されざる者                         | Горо Савада                  |
| 2013 | ф  | Снова                                          | ゆるせない、逢いたい                 | Рютаро Ногути                |
| 2013 | с  | Галилео ХХ: Последнее дело Уцуми Каору         | Galileo Double X                     | Кэнто Тома                   |
| 2013 | ф  | Вороны 3                                       | クローズ EXPLODE                     | Гура Тору                    |
| 2014 | ф  | Ростовщик Усидзима 2                           | 闇金ウシジマくん Part2               | Эбинума                      |
| 2014 | с  | Синее пламя                                    | 電池が切れるまで                     | Хоно Маюру                   |
| 2014 | с  | Концерт Нобунаги                               | 信長協奏曲                           | Ода Нобуюки                  |
| 2014 | ф  | Последняя жизнь                                | 最後の命                             | Кэйто Мёсэ                   |
| 2015 | ф  | Связанные смертью                              | 合葬                                 | Акицу Киваму                 |
| 2015 | с  | Идеально белый                                 | まっしろ                             | Котаро Накано                |
| 2015 | с  | Особенная                                      | まれ                                 | Дайсукэ Икэхата              |
| 2016 | ф  | Розовое и серое                                | 풀잎들                               |                              |
| 2016 | ф  | Концерт Нобунаги                               | Nobunaga Concerto: The Movie         |                              |
| 2016 | ф  | Детки-разрушители                              | ディストラクション・ベイビーズ       | Асихара Тайра                |
| 2016 | ф  | Мерзавец-герой                                 | 任侠野郎                             | Тосика Митамура              |
| 2016 | с  | Мы — миллениалы                                | ゆとりですがなにか                   | Мариба Митигами              |
| 2016 | ф  | Извратная маска 2                              | HK 変態仮面 アブノーマル・クライシス | Макото Масаяку               |
| 2016 | ф  | Схатить солнце                                 | 闇金ウシジマくん Part2               | Эбинума                      |
| 2016 | с  | Герой Ёсихико и семеро избранных               | 勇者ヨシヒコと導かれし七人           | Обезьяна                     |
| 2017 | с  | Глава клана Наотора                            | おんな城主 直虎                      | Рюнмару Яку                  |
| 2017 | ф  | Гинтама                                        | 銀魂                                 | Тосиро Хидзиката             |
| 2017 | с  | Мама, можно я перестану быть твоей дочерью?    | お母さん、娘をやめていいですか?      | Тайти Мацусима               |
| 2017 | с  | Любовь Франкенштейна                           | フランケンシュタインの恋             | Инанива Сэйя                 |
| 2017 | с  | Гинтама: История Мицубы                        | 銀魂－ミツバ篇－                     | Тосиро Хидзиката             |
| 2018 | ф  | Падающая камелия                               | 散り椿                               | Югоро Хираяма                |
| 2018 | ф  | Гинтама 2: Правила для того, чтобы их нарушать | 銀魂2 掟は破るためにこそある         | Тосиро Хидзиката             |
| 2018 | ф  | Хибики                                         | 響                                   | Кохэй Танака                 |
| 2018 | с  | Сегодня и начну!                               | 今日から俺は!!                       | Хоно Маюру                   |
| 2018 | ф  | Рассвет                                        | 夜明け                               | Синъити                      |
| 2018 | с  | Гинтама 2: Чрезвычайно странная Гинтама        | 銀魂２ –世にも奇妙な銀魂ちゃん-      | Тосиро Хидзиката             |
| 2019 | ф  | Фэйбл                                          | ザ・ファブル                         | Кодзима Яку                  |
| 2019 | мф | Дораэмон 39: Хроники лунных исследований       | ドラえもん のび太の月面探査記        | Годдард                      |
| 2019 | ф  | Не плачь, Красный Дьявол                       | 泣くな赤鬼                           | Томоюки Сайто                |
| 2020 | ф  | Хокусай                                        | HOKUSAI                              | Хокусай Кацусика в молодости |
| 2020 | ф  | Сегодня и начну! Фильм                         | 今日から俺は!!劇場版                 | Эйдзи Янаги                  |
| 2020 | с  | Перерыв в съёмках Касуми Аримуры               | 有村架純の撮休                       | Такэда Кевин                 |
| 2021 | ф  | Дар огня                                       | 太陽の子                             | Осаму Исимура                |
| 2021 | ф  | Парень из Асакусы                              | 浅草キッド                           | Такэси Китано                |
| 2021 | ф  | Под бирюзовым небом                            | ターコイズの空の下で                 | Такэси                       |
| 2022 | ф  | Рыбная история                                 | さかなのこ                           |                              |

## Награды и номинации
| Награды и номинации       | Награды и номинации | Награды и номинации        | Награды и номинации | Награды и номинации |
| Премия                    | Год                 | Категория                  | Работа              | Результат           |
| ------------------------- | ------------------- | -------------------------- | ------------------- | ------------------- |
| Каннский кинофестиваль    | 2004                | Лучшая мужская роль        | Никто не узнает     | Победа              |
| Премия Кинэма Дзюмпо      | 2004                | Лучший новый актёр         | Никто не узнает     | Победа              |
| Премия Кинэма Дзюмпо      | 2016                | Топ-10 актёров             | Детки-разрушители   | Победа              |
| Иокогамский кинофестиваль | 2005                | Лучшая мужская роль        | Никто не узнает     | Победа              |
| Иокогамский кинофестиваль | 2017                | Лучшая мужская роль        | Детки-разрушители   | Победа              |
| Drama Academy Awards      | 2016                | Лучший актёр второго плана | Мы — миллениалы     | Победа              |
| Elan d’or Awards          | 2022                | Новичок года               |                     | Победа              |

## Примечание
1. ↑  No Author. Japanese teenager wins best actor award at Cannes (англ.). The Japan Times (24 мая 2004). Дата обращения: 12 августа 2022. Архивировано 2 июня 2019 года.
2. ↑  柳楽優弥、“笑い”への思い 『銀魂』で「ムービースターになる」. ORICON NEWS. Дата обращения: 13 августа 2022. Архивировано 29 ноября 2020 года.
3. ↑  asahi.com : ニュース特集 : カンヌ映画祭. www.asahi.com. Дата обращения: 13 августа 2022. Архивировано 9 июня 2017 года.
4. ↑  柳楽優弥 - 映画ならKINENOTE. www.kinenote.com. Дата обращения: 13 августа 2022. Архивировано 2 ноября 2020 года.
5. ↑  tokyoguy. Yagira Yuya Denies Suicide Attempt | Japan Zone. Дата обращения: 13 августа 2022. Архивировано 17 октября 2021 года.
6. ↑  柳楽優弥と豊田エリー、初々しい笑顔のぞかせ挙式｜最新ニュース｜eltha（エルザ） (яп.). eltha. Дата обращения: 13 августа 2022. Архивировано 30 ноября 2020 года.
7. ↑  柳楽優弥、20歳でパパに！妻・豊田エリーに女の子が誕生！出産に立ち会い感動の涙！｜シネマトゥデイ (яп.). シネマトゥデイ. Дата обращения: 13 августа 2022. Архивировано 4 ноября 2021 года.